# Scyliorhinus tokubee
Scyliorhinus tokubee és una espècie de peix de la família dels esciliorrínids i de l'ordre dels carcariniformes.

## Morfologia
- Els mascles poden assolir 41,3 cm de longitud total.[5]

## Reproducció
És ovípar.

## Hàbitat
És un peix marí de clima temperat.

## Distribució geogràfica
Es troba al Japó.